# Драги мој Миловане Данојлићу
„Драги мој Миловане Данојлићу” је југословенски кратки ТВ филм из 1980. године. Режирао га је Александар Мандић а сценарио је написао Милован Данојлић.

## Улоге
| Глумац         | Улога |
| -------------- | ----- |
| Радош Бајић    |       |
| Гордана Павлов |       |